# Алафоти Фа'осилива
Алафоти Фа'осилива (енгл. Alafoti Fa'osiliva; 28. октобар 1985) професионални је рагбиста и репрезентативац Самое, који тренутно игра за један од најстаријих рагби клубова на свету Бат (рагби јунион).

## Биографија
Висок 185 цм, тежак 112 кг, Фа'осилива је пре Бата играо за Тулон и Бристол. За репрезентацију Самое је до сада одиграо 15 тест мечева и постигао 5 есеја.